# Aratinga dlouhoocasý
Aratinga dlouhoocasý (Thectocercus acuticaudatus) je druh papouška endemický k velké části Jižní Ameriky v rozmezí od východní Kolumbie na severu až po severní Argentinu na jihu. Řadí se do monotypického rodu Thectocercus , přestože dříve se řadil do rodu Aratinga.

## Popis
Obývá přitom suché krajiny, nejčastěji lesy, jejich okraje, kaktusové porosty a savany.
Aratinga dlouhoocasý patří k větším zástupcům rodu Aratinga. Dorůstá 37 cm a jeho hmotnost se pohybuje mezi 140–190 g. Je převážně zelený s modrým čelem, temenem a lícemi. Poměr modré na těchto místech je však variabilní v závislosti na jednotlivých poddruzích. Dalšími výraznými znaky jsou silný bílý (i zde však existují výjimky) pruh kolem oka a oranžový zobák a končetiny.
Hnízdí v dutinách stromů. V jedné snůšce bývají 3–4 bílá vejce, na jejichž inkubaci, která trvá 26 dnů, se podílí samotná samice. Mláďata následně hnízdo opouští po 52 dnech.
Je populární také v zajetí.